# Elvebredden Kunstpark
Elvebredden Kunstpark är en skulpturpark i Lillestrøm och Strømmen i Lillestrøms kommun i Akershus fylke i sydöstra Norge.
Konstparken, som 2013 är under uppbyggnad sedan 2010, är fem kilometer lång och sträcker sig utmed Nitelva, från Dynea i söder förbi Lillestrømsbron, Rælingsbron och till Nitelva bro, upp till Strømmen, den slutar vid idrottsplatsen vid Slora.

## Konstverk (augusti 2013)
- Hammering Man, 2010, av Jonathan Borofsky, vid Rådhuset i Lillestrøm
- Sagbladet, 2011, av Kyrre Andersen och Liv Anne Lundberg, i glipan mellan järnvägsbron och gångbron över Nitelva, under vägbron för vägen mellan Lillestrøm till Strømmen.[1][2] 59°57′08.48″N 11°02′15.04″Ö / 59.9523556°N 11.0375111°Ö